# Sabethes petrocchiae
Sabethes petrocchiae är en tvåvingeart som först beskrevs av Shannon och Ponte 1927.  Sabethes petrocchiae ingår i släktet Sabethes och familjen stickmyggor. Inga underarter finns listade i Catalogue of Life.